# أسد عمر
أسد عمر (بالأردوية: اسد عمر)‏؛ (8 سبتمبر 1961 - ) سياسي باكستاني، وعضو في المجلس الوطني الباكستاني منذ سبتمبر 2013 حتى الآن. يشغل حاليًا منصب الوزير الاتحادي للتخطيط والتطوير والإصلاح والمبادرات الخاصة اعتبارًا من 19 نوفمبر 2019؛ ومسؤول الإشراف والتنسيق بين الوكالات الحكومية لجميع المشاريع الضخمة في كراتشي الممولة من الحكومة الاتحادية منذ 1 نوفمبر 2019، وعضو المجلس الاستشاري الاقتصادي الباكستاني منذ 9 يوليو 2019. وقد شغل سابقًا منصب وزير المالية والإيرادات والشؤون الاقتصادية في باكستان من 20 أغسطس 2018 إلى 18 أبريل 2019. قبل الدخول في السياسة كان مديرًا تنفيذيًا للأعمال، حيث شغل منصب الرئيس التنفيذي لشركة إنجرو في الفترة من 2004 إلى 2012.